# Rainesford Stauffer
Rainesford Alexandra Stauffer (Kentucky, 22 de juliol de 1993) és una periodista i escriptora estatunidenca. Tot i que va abandonar la universitat sense acabar-hi els estudis, ha obtingut èxit com a escriptora freelance. Escriu columnes per als joves adults en diaris i revistes prestigiosos com ara el New York Times o Teen Vogue entre molts altres.
El 2021 va publicar el seu primer llibre An Ordinary Age: Finding Your Way in a World That Expects Exceptional en el qual incita el jovent a apreciar més les coses ordinàries, nodrir les amistats i a millorar la vida quotidiana sense estressar-se.

## Obres
- An Ordinary Age: Finding Your Way in a World That Expects Exceptional (2021)